# Veit Riedlin (Mediziner, 1656)

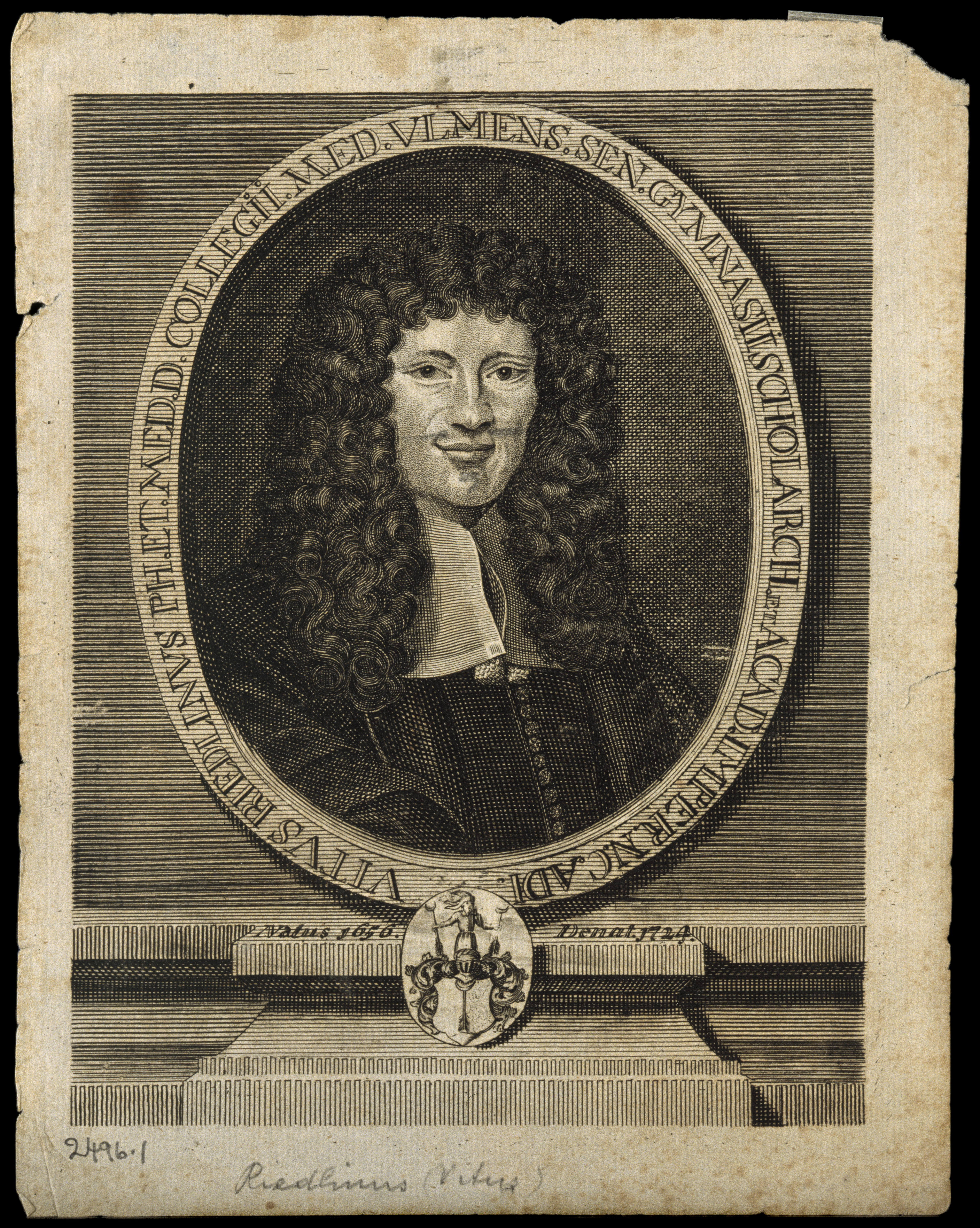

Veit Riedlin (auch Vitus Riedlin der Jüngere; * 19. März 1656 in Ulm; † 24. Februar 1724 ebenda) war ein deutscher Mediziner, Stadtarzt in Ulm und Mitglied der Gelehrtenakademie „Leopoldina“.
Veit Riedlin war der Sohn des gleichnamigen Arztes Veit Riedlin, der Ältere (1628–1668). Riedlin der Jüngere war zunächst Physicus in Augsburg und Assessor des dortigen ärztlichen Collegiums, später wurde er Stadtphysicus in Ulm.
Am 5. November 1693 wurde Riedlin mit dem Beinamen CRATERUS als Mitglied (Matrikel-Nr. 202) in die Leopoldina aufgenommen.

## Veröffentlichungen
- Respondente Vito Riedlin: Disputatio de simplicium medicamentorum facultatibus XIII. Ex capitibus 19. 20. 21. 22. 1 23. Libri quarti Galeni de simplicium medicamentorum facultatibus hausta; Et publice exercitii gratia in inclyta Argentoratensium Universitate proposita à Melchiore Sebizio, Doctore ac Professore Medico.
- Viti Riedlini, Lineae Medicae: Singulos per menses quotidie ductæ, Continentis Observationes, Historias, Experimenta, Cautelas, Regulas, Monita, idque genus alia in Medicina apprimè utilia ex ipsa Praxi deducta.
- Vito Riedlin: Die unnöthige und unbegründete Forcht vor der in diesem zu End auffenden Jahr=Hundert d. 23. September innstehenden Sonnen=Finsternis. In teutschen Reimen vorgestellt. Digitalisat
- Veit Riedlin: Jatrophili Sinceri Eines alten und erfahrnen Practici Kurtze und gründliche Unterweisung, Wie die mehreste Kranckheiten Sicher, glücklich, und so viel es seyn kan, Durch Annehmliche Artzneyen zu curiren, 1728. Digitalisat